# ポセイドン・アドベンチャー2
『ポセイドン・アドベンチャー2』（Beyond the Poseidon Adventure）は、1979年のアメリカ映画。1972年に大ヒットした『ポセイドン・アドベンチャー』の続編である。

## あらすじ
ニュー・イヤーパーティーの夜、海底地震によって発生した大津波を受け転覆した豪華客船・ポセイドン号。前作ラストから数時間後、サルベージ業のマイク・ターナー（マイケル・ケイン）は、上空にヘリを発見し、近くに転覆した船があるはずだと判断。サルベージを行うことにした。転覆したポセイドン号を発見し、セレステ（サリー・フィールド）、ウィルバー（カール・マルデン）と共に船内へ向かうこととなった。その時、ステファン・スベボ博士（テリー・サバラス）率いる医療チームがポセイドン号に到着し、彼らと行動を共にする。船内には、フランク（ピーター・ボイル）、看護士のジーナ・ローズ（シャーリー・ジョーンズ）、スザンヌ・コンスタンチン（ヴェロニカ・ハメル）ら3人の生存者がいた。
その後スベボと別行動をとったマイクらは、テックス（スリム・ピケンズ）、ラリー（マーク・ハーモン）、フランクの娘テレサ（アンジェラ・カートライト）らを発見、他の生存者と共に船首へ向かって歩き出した。スザンヌは、事務長の部屋にあった積荷目録をスベボの元へ届けるためにマイクらの群れから離れた。スベボらの本当の目的は、船内にある時価を計り知れぬプルトニウムを船内から運び出すことにあった。その頃マイクらは、小説家夫婦のハロルド（ジャック・ウォーデン）とその妻ハンナ（シャーリー・ナイト）を発見。船首からの脱出は不可能と見たマイクはスベボと合流すべく船尾からの脱出を試みるが、スベボらの目的を知ったマイクは、スベボらと銃撃戦になる。

## 概要
前作『ポセイドン・アドベンチャー』の大ヒットを受け製作された続編映画で、前作の原作小説の作者ポール・ギャリコ自身が書き、1978年に出版された続編小説『海底の怒り』（Beyond the Poseidon Adventure）を映画化したものである。日本版のタイトルはサンリオ出版によるオリジナルである。
ギャリコは、1976年に死去しており、この小説は彼の遺作ともなっている。原作の内容は、前作の結末の直後から始まる。救出された生存者のうちのロゴ、マーチン、ローゼンの3人が、それぞれの理由から引き返し、再び船内に入ることになる。主役はマイク・ロゴである。一方、ポセイドン号には大量の金塊が積まれており、その回収のため船主に雇われた海賊と、船内に残る宝石類を狙ってやってきた盗掘屋とが、争奪戦を繰り広げるというものであった。
前書きに「アーウィン・アレンに捧ぐ」とあり、「映画版ではポセイドン号は沈没せずそのまま人々が救出された。そのおかげで私は続編を書くことができた。」と記している。
だが、映画の方は原作や前作の登場人物は一切登場せず、それ以外の登場人物や筋立自体も大幅に改められた。脚色を担当したのは、『アンドロメダ…』（1971年）や『ヒンデンブルグ』（1975年）のネルソン・ギディングである。制作は、前作に引きアーウィン・アレンで、監督も彼自身が行っている。アレンはプロデューサーとしてだけではなく、テレビドラマで多くの監督経験を積んでおり、映画でも「タワーリング・インフェルノ」（1974年）ではアクション・シーンの監督を、『スウォーム』（1978年）では監督を務めていた。
出演は、『遠すぎた橋』（1977年）のマイケル・ケイン、『トランザム7000』（1977年）のサリー・フィールド、ヒット・ドラマ『刑事コジャック』（1973年 - 1978年）のテリー・サバラス、『ヤング・フランケンシュタイン』（1974年）のピーター・ボイル、『ナイル殺人事件』（1978年）のジャック・ウォーデン、『ジャガーノート』（1974年）のシャーリー・ナイト、『ゲッタウェイ』（1972年）のスリム・ピケンズ、『エルマー・ガントリー/魅せられた男』（1960年）でアカデミー助演女優賞を受賞したシャーリー・ジョーンズ、『欲望という名の電車』（1951年）でアカデミー助演男優賞を得たカール・マルデンなど、当時の新旧のスターが揃えられた。
このようなスタッフとキャストにより製作された作品ではあったが、前作のようなパニック映画ではなく、次々と生存者が現れその都度エピソードが入れ替わる、クライマックスが銃撃戦といったアクション映画的なストーリー、船の断続的な爆発シーンは前作の映像を流用するなど、様々な不十分点がみられ、興行的には不成功に終わった。
アーウィン・アレンは「スウォーム」に続いて不成功作品を生みだしてしまい、さらに続く「世界崩壊の序曲」でも興行的に失敗をしてしまい、映画製作から撤退した。

## スタッフ
- 製作、監督：アーウィン・アレン
- 脚色：ネルソン・ギディング
- 撮影：ジョセフ・バイロック
- 音楽：ジェリー・フィールディング
- 編集：ビル・ブラーム
- 原作：ポール・ギャリコ

## キャスト
- マイク・ターナー - マイケル・ケイン
- セレステ・ホイットマン - サリー・フィールド
- ステファン・スベボ博士 - テリー・サバラス
- フランク・マゼッティ - ピーター・ボイル
- ハロルド・メレディス - ジャック・ウォーデン
- ハンナ・メレディス - シャーリー・ナイト
- ジーナ・ロウ - シャーリー・ジョーンズ
- ウィルバー・ハバード - カール・マルデン
- デューイ・“テックス”・ホプキンス - スリム・ピケンズ
- スザンヌ・コンスタンティン - ヴェロニカ・ハメル
- テレサ・マゼッティ - アンジェラ・カートライト
- ラリー・シンプソン - マーク・ハーモン

## 日本語吹き替え
| 役名                             | 俳優                     | 日本語吹替   | 日本語吹替 |
| 役名                             | 俳優                     | 日本テレビ版 | TBS版      |
| -------------------------------- | ------------------------ | ------------ | ---------- |
| マイク・ターナー                 | マイケル・ケイン         | 森川公也     | 堀勝之祐   |
| セレステ・ホイットマン           | サリー・フィールド       | うつみみどり | 井上瑤     |
| ステファン・スベボ博士           | テリー・サバラス         | 森山周一郎   | 森山周一郎 |
| フランク・マゼッティ             | ピーター・ボイル         |              | 池田勝     |
| ハロルド・メレディス             | ジャック・ウォーデン     |              | 藤本譲     |
| ハンナ・メレディス               | シャーリー・ナイト       |              | 花形恵子   |
| ジーナ・ロウ                     | シャーリー・ジョーンズ   |              | さとうあい |
| ウィルバー・ハバード             | カール・マルデン         | 千葉順二     | 宮川洋一   |
| デューイ・“テックス”・ホプキンス | スリム・ピケンズ         | 高木均       | 上田敏也   |
| スザンヌ・コンスタンティン       | ヴェロニカ・ハメル       |              | 叶木翔子   |
| テレサ・マゼッティ               | アンジェラ・カートライト |              | 水谷優子   |
| ラリー・シンプソン               | マーク・ハーモン         |              | 堀内賢雄   |

- 日本テレビ版吹き替え - 初回放送1982年3月24日『水曜ロードショー』
- TBS版吹き替え - 初回放送1989年7月4日『火曜ビッグシアター』※DVD収録

2016年8月16日にBS-TBSでノーカット放送されたが、使用されたTBS吹き替え版は、収録当時カットされた場面の吹き替え音源が存在しないため、その場面は原音のまま字幕が付けられ、吹き替えと字幕のシーンが併用される形で放送された。しかしその中の一部では字幕を付け忘れるミスが発生しており、吹き替えも字幕もない原音状態のまま放送された場面が存在する。

## 書籍
- ポール・ギャリコ 『海底の怒り』 信太英男訳、サンリオ、1979年